# The Road Mix
The Road Mix, è il terzo volume della serie tv, contenente 16 brani, One Tree Hill.

## Tracce
1. Don't Wait - Dashboard Confessional
2. Stay Away - The Honorary Title
3. Naïve - The Kooks
4. The Funeral - Band of Horses
5. Heartbeats - José González
6. You'll Ask For Me - Tyler Hilton
7. I Gotcha - Lupe Fiasco
8. Good Vibrations Gym Class Heroes
9. Lay Me Down - The Wreckers
10. Soon Enough - The Constantines
11. He Lays In The Reins - Calexico/Iron & Wine
12. Tell Me What It Takes - Lucero
13. Just Be Simple - Songs: Ohia
14. World Spins Madly On - The Weepies
15. Non-Believer - La Rocca
16. Chloe Dancer/Crown Of Thorns - Mother Love Bone